# Pape Souaré
Pape N'Diaye Souaré, född 6 juni 1990, är en senegalesisk fotbollsspelare.
Souaré har tidigare spelat för Diambars, Lille, Reims, Crystal Palace, Troyes, Charlton Athletic, Morecambe och Motherwell.

## Karriär
I augusti 2019 värvades Souaré av Troyes, där han skrev på ett ettårskontrakt med option på ytterligare ett år. Den 6 september 2021 gick Souaré på fri transfer till Charlton Athletic, där han skrev på ett ettårskontrakt.
Efter att varit kontraktslös sedan sommaren 2022 skrev Souaré den 17 mars 2023 på ett kontrakt över resten av säsongen med League One-klubben Morecambe. Den 17 juli 2023 skrev han på ett halvårskontrakt med skotska Motherwell.